# سیارک ۱۳۴۳۷
سیارک ۱۳۴۳۷ (به انگلیسی: 13437 Wellton-Persson، نامگذاری:1999WF8) سیزده هزار و چهارصد و سی و هفتمین سیارک کشف شده‌است که در ۲۸ نوامبر ۱۹۹۹ کشف شد.
قدر مطلق سیارک برابر ۱۴٫۸۰ است.